# Ligueux (Gironde)
Ligueux ist eine französische Gemeinde mit 140 Einwohnern (1. Januar 2022) im Département Gironde in der Region Nouvelle-Aquitaine. Sie gehört zum Arrondissement Libourne sowie zum Kanton Le Réolais et Les Bastides.

## Geografie
Die Gemeinde liegt rund 20 Kilometer südwestlich von Bergerac an der Grenze zum benachbarten Département Dordogne im Weinbaugebiet Sainte-Foy-Bordeaux. Nachbargemeinden sind:
- Saint-Philippe-du-Seignal im Norden,
- Razac-de-Saussignac im Nordosten (Dép. Dordogne),
- Monestier im Südosten (Dép. Dordogne),
- La Roquille im Südwesten und
- Pineuil im Nordwesten.

Der Gemeindehauptort liegt nahe der östlichen Gemeindegrenze, die vom Flüsschen Seignal gebildet wird, das rund zehn Kilometer weiter nördlich in die Dordogne einmündet.

## Bevölkerungsentwicklung
| Jahr      | 1962 | 1968 | 1975 | 1982 | 1990 | 1999 | 2006 | 2017 |
| Einwohner | 87   | 105  | 100  | 121  | 123  | 158  | 168  | 166  |